# 구례 죽마리 지석묘군
구례 죽마리 지석묘군(求禮 竹麻里 支石墓群)은 대한민국 전라남도 구례군 문척면 죽마리에 있는 고인돌 군이다. 1990년 12월 5일 전라남도의 문화재자료 제182호로 지정되었다.

## 개요
지석묘는 청동기시대의 대표적인 무덤으로 고인돌이라고도 부르며, 주로 경제력이 있거나 정치권력을 가진 지배층의 무덤으로 알려져 있다.
우리나라의 고인돌은 4개의 받침돌을 세워 돌방을 만들고 그 위에 거대하고 평평한 덮개돌을 올려 놓은 탁자식과, 땅속에 돌방을 만들고 작은 받침돌을 세운 뒤 그 위에 덮개돌을 올린 바둑판식으로 구분된다.
고인돌이 있는 지역은 섬진강 범람으로 퇴적되어 형성된 자연제방으로 주변은 논으로 경작되고 있다. 죽마리 고인돌은 섬진강이 흐르는 방향으로 모두 25기가 3열을 이루면서 배치되어 있다. 일부는 땅에 묻혀 있고 파괴되었으나 비교적 상태가 양호하다. 여기 있는 고인돌 가운데 규모가 큰 고인돌은 받침돌을 4∼5개씩 가지고 있다.
이 중 가장 규모가 큰 것은 덮개돌이 길이 3.4m, 너비 2.9m이고, 덮개돌 아래에 4개의 받침돌이 놓여있는데, 무리의 중심부에 위치하고 있어 가장 중심적인 역할을 하고 있다.

## 참고 문헌
- 구례죽마리지석묘군 - 국가유산청 국가유산포털